# Kościół Narodzenia św. Jana Chrzciciela w Nowych Dworach
Kościół pw. Narodzenia św. Jana Chrzciciela w Nowych Dworach – zabytkowy, drewniany kościół filialny, należący do parafii św. Rocha w Wieleniu, do dekanatu Trzcianka diecezji koszalińsko-kołobrzeskiej, we wsi Nowe Dwory, w powiecie czarnkowsko-trzcianeckim, w województwie wielkopolskim.

## Historia
Szachulcowy kościół, wybudowany przez cieślę z Górnicy, Johanna Schönecka, powstał w 1792 roku. Przy budowie świątyni wykorzystano starą wieżę z kościoła pochodzącego z 1616 roku, ufundowanego przez kasztelana santockiego i międzyrzeckiego, Jana Czarnkowskiego. Nowodworski kościół, przejęty przez kościół katolicki 1 października 1945 roku, ma mieszaną konstrukcję zrębową oraz ramowo-słupową. 

## Architektura
Jest to kościół salowy, z częścią prezbiterialną skierowaną ku wschodowi. Dach świątyni pokryty jest blachą, a trójkondygnacyjnej wieży hełmem iglicowym, który wieńczy krzyż wraz z chorągiewką. Nawę otacza empora o wysuniętej środkowej części. Okna zdobią witraże. 

## Wyposażenie
Późnobarokowy ołtarz, jak i ambona, pochodzą z XVIII wieku. W przykościelnej drewnianej dzwonnicy z 1726 roku, znajduje się dzwon z 1795 r., wykonany przez ludwisarza Filipa Schewnna.